# 塔里站
塔里站（：／ Tap-ri yeok */?）是位于韩国庆尚北道義城郡金城面的一个铁路车站，它属于中央线。

## 历史
- 1940年3月1日 - 落成使用。[1]
- 2024年12月20日 - 廢止。

## 车站周边
- 義城塔里里五層石塔

## 相鄰車站
韓國鐵道公社
中央線
飛鳳信號場－塔里－友保